# Jaime Lozano
Jaime Arturo Lozano Espín, plus connu sous le nom de Jaime Lozano, né le 29 septembre 1978 à Mexico au Mexique, est un ancien footballeur international mexicain. Il devient ensuite entraineur.

## Biographie

### Carrière de joueur

#### Équipe du Mexique (2000-2008)
34 sélections et 12 buts avec le Mexique entre 2000 et 2008.

## Statistiques détaillées

### En sélection

#### Buts en sélection
| Buts en sélection de Jaime Lozano | Buts en sélection de Jaime Lozano | Buts en sélection de Jaime Lozano                          | Buts en sélection de Jaime Lozano | Buts en sélection de Jaime Lozano | Buts en sélection de Jaime Lozano | Buts en sélection de Jaime Lozano |
|                                   | Date                              | Lieu                                                       | Adversaire                        | Score                             | Résultat                          | Compétition                       |
| --------------------------------- | --------------------------------- | ---------------------------------------------------------- | --------------------------------- | --------------------------------- | --------------------------------- | --------------------------------- |
| 1.                                | 19 juin 2004                      | Alamodome, San Antonio (États-Unis)                        | Dominique                         | 7-0                               | 10-0                              | Éliminatoires Coupe du monde 2006 |
| 2.                                | 19 juin 2004                      | Alamodome, San Antonio (États-Unis)                        | Dominique                         | 9-0                               | 10-0                              | Éliminatoires Coupe du monde 2006 |
| 3.                                | 27 juin 2004                      | Estadio Victoria, Aguascalientes (Mexique)                 | Dominique                         | 2-0                               | 8-0                               | Éliminatoires Coupe du monde 2006 |
| 4.                                | 27 juin 2004                      | Estadio Victoria, Aguascalientes (Mexique)                 | Dominique                         | 7-0                               | 8-0                               | Éliminatoires Coupe du monde 2006 |
| 5.                                | 6 octobre 2004                    | Estadio Hidalgo, Pachuca (Mexique)                         | Saint-Vincent-et-les-Grenadines   | 2-0                               | 7-0                               | Éliminatoires Coupe du monde 2006 |
| 6.                                | 6 octobre 2004                    | Estadio Hidalgo, Pachuca (Mexique)                         | Saint-Vincent-et-les-Grenadines   | 3-0                               | 7-0                               | Éliminatoires Coupe du monde 2006 |
| 7.                                | 13 octobre 2004                   | Estadio Cuauhtémoc, Puebla (Mexique)                       | Trinité-et-Tobago                 | 2-0                               | 3-0                               | Éliminatoires Coupe du monde 2006 |
| 8.                                | 13 octobre 2004                   | Estadio Cuauhtémoc, Puebla (Mexique)                       | Trinité-et-Tobago                 | 3-0                               | 3-0                               | Éliminatoires Coupe du monde 2006 |
| 9.                                | 9 février 2005                    | Estadio Ricardo Saprissa, San José (Costa Rica)            | Costa Rica                        | 1-0                               | 2-1                               | Éliminatoires Coupe du monde 2006 |
| 10.                               | 9 février 2005                    | Estadio Ricardo Saprissa, San José (Costa Rica)            | Costa Rica                        | 2-0                               | 2-1                               | Éliminatoires Coupe du monde 2006 |
| 11.                               | 12 octobre 2005                   | Hasely Crawford Stadium, Port of Spain (Trinité-et-Tobago) | Trinité-et-Tobago                 | 1-0                               | 1-2                               | Éliminatoires Coupe du monde 2006 |
| 12.                               | 3 juin 2007                       | Estadio Alfonso Lastras, San Luis Potosí (Mexique)         | Iran                              | 2-0                               | 4-0                               | Match amical                      |

NB : Les scores sont affichés sans tenir compte du sens conventionnel en cas de match à l'extérieur (Mexique-adversaire)

## Palmarès

### En club
- Avec Pumas UNAM :
  - Champion du Mexique en 2004(Apertura) et 2004(Clausura).
  - Vainqueur de la Supercoupe du Mexique en 2004.

- Avec Monarcas Morelia :
  - Vainqueur de la SuperLiga en 2010.